# Лечебна ружа
Лечебната ружа (Althaea officinalis), известна още като бяла ружа, бял слез, блатен слез (в превод от англ. название marshmallow), волово око, пъртенка, дива ружа, лигавка, божа ръчица, просвирняк, алтея, е растение от семейство Слезови (Mlavaceae).

## Разпространение
Лечебната ружа се среща из влажните мочурливи и заблатени места, край реки и храсталаци до 1000 m надморска височина навсякъде в България.

## Описание
Бялата ружа е многогодишно тревисто растение. Стъблото е изправено, покрито с власинки и кухо, високо е 1,5 m. Коренът е дебел, месест и разклонен; отвън е сиво-жълт, а отвътре бял. Листата са длановидно нарязани, последователни, с дълги дръжки; долните са слабо 3-делни, а горните – ясно 3-делни, едроназъбени. През първата година се развиват само приосновните листа във вид на розетка. Стъблото израства през втората година. Цветовете са разположени на групи в пазвите на горните листа; те са бледорозови до бели, с двойна чашка, 5-листно венче и много тичинки, сраснали в тръбичка. Плодникът е дисковиден, с 15 – 20 радиално разположени плодолиста. Семената са бъбрековидни, сиви, люспести.

## Използваема част
Цветовете, листата и корените. Цветовете и листата се берат по време на цъфтежа без дръжките и се сушат на сянка или в сушилня при температура до 35 °C. Допустима влажност 12%. Срок на годност: цели и рязани цветове – 1 година, млени – 6 месеца; цели листа – 2 години, рязани – 1 година и 6 месеца. Корените се вадят през февруари – април или през септември – октомври, и то само от двугодишни растения. Корените на едногодишните растения са тънки и не съдържат достатъчно слуз. Тригодишните растения имат вече вдървенели корени с малко слуз и затова билката не се цени. Сушат се веднага на сянка или в сушилня при температура до 35 °C. Допустима влажност 14%. Срок на годност: цели корени – 3 години, рязани – 2 години.
Лечебната ружа е основна съставка на бонбоните маршмелоу.

## Химичен състав
Цветът и листата съдържат слуз, етерично масло, каротин, витамин С, минерални соли, а цветът – пигмента малвидин. Корените съдържат голямо количество слуз (състои се от хексози, пентози, галактуронова киселина, глюкоза) – до 35%, аспарагин, бетаин, мазнини, скорбяла, пектин, минерални вещества.

## Лечебно действие и приложение
Противовъзпалително, омекчаващо и отхрачващо действие, което се дължи главно на слузестите вещества и на присъствието на полизахаридния комплекс, изграден главно от хексози и пентози .
Корените на Лечебна ружа се прилагат в медицината главно при възпалителни заболявания на дихателните пътища: бронхити, трахеити, брохопневмония. Използват се още при остри гастрити, ентероколити, язвена болест. В Българската народна медицина ружата се използва при възпаление на бъбреците и пикочния мехур, при болезнено и затруднено уриниране, кашлица (и коклюш), пресипнал глас, кръвохрачене.
Външно приложение – за гаргара при гърлобол и пресипнал глас, за жабурене при възпалени венци, за налагане на лапи при циреи, рани, екземи, отоци, за компреси при възпаление на очите и разранени зърна на гърдите на кърмачките.
Вътрешно приложение – 1 супена лъжица от билката се залива с 500 мл хладка вода. Кисне 2 ч. Пие се подсладено с мед или небетшекер 15 мин преди ядене по 1 винена чаша 4 пъти дневно.

## Други
На бялата ружа е наречена улица в квартал „Карпузица“ в София (Карта).